# تنگه بالاباک
تنگه بالاباک (به انگلیسی: Balabac Strait) (به فیلیپینی: Kipot ng Balabak) یک تنگه است که دریای جنوبی چین را به دریای سولو متصل می‌کند. این تنگه جزیره بالاباک را از دیگر جزیره‌ها جدا می‌سازد. عرض این تنگه ۵۰ کیلومتر (۳۱ مایل) و عمق آن ۱۰۰ متر (۳۳۰ فوت) می‌باشد. 